# Eden Golan
Eden Golan (in ebraico עדן גולן‎?; in russo Эден Голан?, Ėden Golan; Kfar Saba, 5 ottobre 2003) è una cantante israeliana.
Ha rappresentato Israele all'Eurovision Song Contest 2024 con Hurricane.

## Biografia
Nata a Kfar Saba da genitori ebrei immigrati dall'Unione Sovietica, si è successivamente stabilita a Mosca con la famiglia all'età di 6 anni a causa del lavoro di suo padre. Dopo tredici anni di permanenza in Russia, la famiglia decide di tornare a stabilirsi nuovamente in Israele. Nel 2015 ha partecipato a Junior EuroSong, il processo di selezione del rappresentante russo al Junior Eurovision Song Contest dove ha presentato il brano Sčast'e, classificandosi quinta. L'anno successivo ha preso parte al New Wave in Crimea, esibendosi con il brano Howl at the Moon insieme a Njuša.
È salita alla ribalta nel 2018, quando ha preso parte alla quinta edizione della versione russa di The Voice Kids su Pervyj kanal. La sua interpretazione di Love on the Brain di Rihanna, presentata come audizione, le ha fruttato l'approvazione di tutti e tre i giudici ed è entrata nel team di Pelageja. Dopo l'esperienza del talent ha collaborato con il polistrumentista israeliano Yinon Yahel. Nel 2023, poco dopo essere tornata a vivere in Israele, ha partecipato alla versione locale di I Can See Your Voice, venendo eliminata nel primo round. Verso la fine dell'anno ha preso parte alle audizioni per il talent tv show HaKokhav HaBa La-Eurovizion, che funge da selezione del rappresentante israeliano per l'Eurovision Song Contest. Il 6 febbraio 2024 è stata proclamata vincitrice, ottenendo così il diritto di rappresentare il suo paese all'Eurovision Song Contest 2024 a Malmö. Il suo brano eurovisivo, Hurricane, è stato presentato il 10 marzo 2024. Nella gara di maggio, Golan ha conquistato l'accesso alla finale piazzandosi al primo posto nella seconda semifinale. Nella serata finale dell'11 maggio, Hurricane si classifica al 5º posto su 25 paesi partecipanti, con 375 punti ottenuti.

## Discografia

### Singoli
- 2015 – Sčast'e
- 2022 – Ghost Town
- 2022 – Let Me Blow Ya Mind
- 2023 – Taxi
- 2023 – Dopamine
- 2024 – Hurricane
- 2024 – Older